# ROKニュース
ROKニュース（アールオーケーニュース）は、ラジオ沖縄が放送するニュース番組。共同通信から配信される全国のニュースと沖縄県内のニュース、そして天気予報を放送する。特に沖縄県内のニュースに関しては、自社独自のニュースの他に同社の主要株主で提携新聞の琉球新報の記事から抜粋することもあり、その場合は項目ごとに「琉球新報ニュースです」と紹介する（琉球新報のラジオ欄はROKニュースを「新報ニュース」と表記する）。
かつて1990年代末までは冒頭にジングル（SWATのテーマ(冒頭部分)）が流れた後にニュースが始まったが、現在は冒頭のジングルが廃止されている。

## 放送時間
- 平日（全てワイド番組内）
  - SPLASH!!!（7:00 - 7:10「ピックアップニュース」、8:35 - 8:38「SPLASH8」）
  - ティーサージ・パラダイス（12:05 - 12:15、また13:00は方言ニュースを放送）
  - 華華天国（15:00 - 15:03）
  - ユーグラデーションタイム チョイス!!（18:00 - 18:05、「ROKニュースフラッシュ」として放送）

2007年9月までは22:00 - 22:10にも放送されていた。
- 土曜
  - ハルサーミュージシャン アイモコの音楽農園内（12:00 - 12:10）
  - ROK皿回しアワー てるてるソーレ内（14:45 - 14:50頃）
  - 18:00 - 18:05（かつては平日同様「ニュースフラッシュ」として放送）
  - 前田すえこのミュージックCafe内（20:00 - 20:05頃、この時間のみラジオ沖縄アナウンサー以外の担当者である前田が読み上げている。なお、前田もかつてはラジオ沖縄のアナウンサーだった。）

かつては早朝のワイド番組内（7:00頃）や22:00 - 22:10も放送されたが現在は廃止されている。
- 日曜
  - 12:00 - 12:10
  - 17:55 - 18:00（かつては平日同様「ニュースフラッシュ」として放送）

かつては早朝（7:00頃）や22:00 - 22:15（22:10 - 22:15はスポーツニュース）も放送されたが現在は廃止されている。